# Domestikos
Il termine domestikos (pl. domestikoi) designava nell'impero bizantino varie cariche di tipo civile, militare e religioso.
Nell'ambito dell'amministrazione civile troviamo il termine utilizzato a partire dal 355 per il responsabile di un ufficio, analogo al primikerios. Figure specializzate di domestikoi emersero successivamente, quali i domestikoi del sekreton o dell'ephoros. I domestikoi acquisirono una notevole influenza nella corte imperiale, in ragione della loro prossimità all'imperatore e ai più alti funzionari. 
Nel tardo IX secolo, periodo nel quale Filoteo redasse il suo Klētorologion, troviamo menzionati due tipi di domestikoi aventi funzioni militari: i domestikoi comandanti i tagmata tra i quali preminente era il cosiddetto domestikos tōn scholōn (tra questi troviamo inoltre il domestikos ton exkoubiton, il domestikos ton hikanaton, il domestikos ton noumeron e il domestikos ton optimaton) e gli ufficiali ad essi subordinati. A partire dall'XI secolo sono menzionati infine i domestikoi dei themata, funzionari adibiti all'amministrazione delle finanze.